# Дзукаев, Николай Казбекович
Николай Казбекович Дзукаев (род. 9 февраля 1958 года, с. Гизель, Пригородный район, Северо-Осетинская АССР, СССР) — советский и российский скульптор, член-корреспондент РАХ (2024).

## Биография
Родился 9 февраля 1958 года в селе Гизель Пригородного района Северо-Осетинской АССР, живёт и работает во Владикавказе.
В 1989 году — окончил Ленинградский институт живописи, скульптуры и архитектуры имени И. Е. Репина.
С 1993 по 1996 годы — преподавал в Международном техническом Университете (г. Анкара, Турция).
С 1990 года — член Союза художников СССР, Союза художников России.
В 2019 году — избран почётным членом Российской академии художеств, в 2024 году — избран членом-корреспондентом Российской академии художеств от Южного регионального отделения.

## Творческая деятельность
Основные произведения: «Памятник Чернобыльцам» (2014, бронза, гранит, 420*280*120), «Памятник Афганцам» (2015, бронза, гранит, 340*270*140), «Памятник Еналдиеву А. В.» чемпиону мира по штанге (2015, бронза, гранит 260*110*90), «Памятник Л. Н. Толстому» (2016, мрамор, гранит 180*90*65,), «Памятник К. Л. Хетагурову» (2016, бронза, 190*87*65,), «Въездной знак» Республики Ингушетия (2016, бронза, композит, 900*200*170), «Историческая память» (2016, рельеф, бронза 410*180*20), «Памятник Лермонтову» (2017, бронза, гранит 240*80*65), «Памятник братьям Газдановым» — погибшим в годы Великой Отечественной войны (2018, бронза, доломит, 240*70*55), «Памятник Базоркину И. В.» (2019, бронза, доломит, 270*75*7).
Произведения представлены в Северо-Осетинском государственном художественном музеи имени М. С. Туганова, в коллекциях художественных галерей и в частных собраниях в России и за рубежом.
С 1987 года — участник республиканских, межрегиональных, всероссийских художественных выставок.

## Награды
- Заслуженный художник Российской Федерации (2008)[1]
- Народный художник Республики Южная Осетия (2000)
- нагрудный знак-медаль участника операции по принуждению Грузии к миру (2009)
- нагрудный знак «За помощь Южной Осетии» (2009)
- диплом победителя Всероссийского конкурса скульптурных и архитектурных произведений «Наше Отечество» (Совет Федерации, 2010)
- благодарность Российской академии художеств (2010)